# Veronica Kaup-Hasler

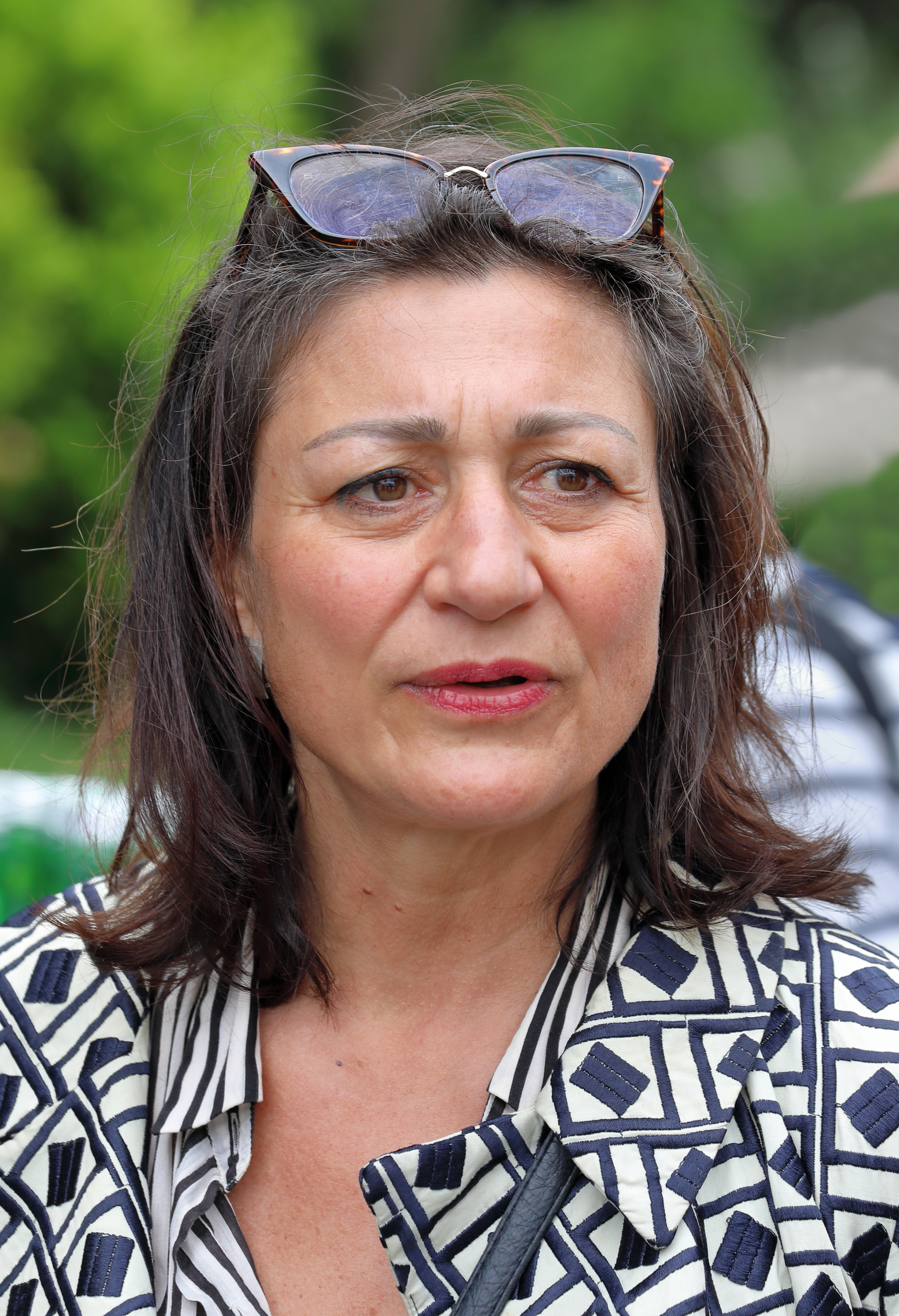
Veronica Kaup-Hasler

Veronica Kaup-Hasler (* 16. Juli 1968 in Dresden, Deutsche Demokratische Republik) ist eine deutsch-österreichische Kultur- und Theaterwissenschaftlerin, Dramaturgin, Kulturmanagerin, Politikerin (parteilos) und seit 24. Mai 2018 Wiener Stadträtin in der Landesregierung und Stadtsenat Ludwig I, zuständig für Kultur und Wissenschaft. Von 2006 bis 2017 war sie Intendantin des Festivals steirischer herbst.

## Leben
Kaup-Hasler ist die Tochter der ostdeutschen Sängerin Friedrun Kaup und des österreichischen Schauspielers Ferdinand Kaup. Im Jahr 1970 gelang der Familie die Ausreise aus der DDR nach Wien. Nach der Matura begann Kaup-Hasler mit dem Studium der Germanistik, Theaterwissenschaft, Politikwissenschaft und Ethnologie an der Universität Wien, das sie im Jahr 1993 im Fach Theaterwissenschaft abschloss.

## Schaffen
Nach einem Engagement als Dramaturgin am Theater Basel von 1993 bis 1995, arbeitete sie von 1995 bis 2001 bei den Wiener Festwochen als Festivaldramaturgin und ab 1998 als künstlerische Mitarbeiterin von Schauspieldirektor Luc Bondy. Neben dieser Tätigkeit war sie 1998 bis 2001 auch Lehrbeauftragte an der Akademie der Bildenden Künste in der Meisterklasse von Erich Wonder.
In den Jahren von 2001 bis 2004 leitete sie das in Hannover und Braunschweig alle zwei Jahre stattfindende Festival Theaterformen. Das Festival für avanciertes, zeitgenössisches Theater und Performance profilierte sich unter ihrer Leitung auch als ein Ort der Grenzüberschreitung hin zu anderen Künsten. Daneben ist Veronica Kaup-Hasler als Jurorin in verschiedenen internationalen Jurys und Stiftungen tätig und seit 2008 Mitglied des Universitätsrates der Universität für Musik und darstellende Kunst Wien.

### steirischer herbst
Ende September 2004 wurde Kaup-Hasler zur Intendantin des Gegenwartskunstfestivals steirischer herbst bestellt, welches sie von 2006 bis 2017 leitete. In den zwölf Jahren ihrer Intendanz verstärkte das Festival seine Präsenz in der Steiermark außerhalb von Graz, mit „Die Kinder der Toten“ (2017) – die erstmalige Verfilmung von Elfriede Jelineks gleichnamigem Roman an Originalschauplätzen in und um Neuberg an der Mürz – als größtem Projekt. Darüber hinaus förderte Kaup-Hasler die genreübergreifende Natur des Festivals – diskursive Schwerpunkte wie „Truth is Concrete“, ein einwöchiges „24/7-Marathon-Camp“ das künstlerische Strategien in der Politik und politische Strategien in der Kunst analysierte, fanden ebenso ihren Platz im Programm wie zahlreiche Ur- und Erstaufführungen in den Bereichen Theater und Tanz – sowie seine internationale Reichweite: Unter ihrer Leitung wurde das Festival 2007 Teil des von der Europäischen Union geförderten Kulturnetzwerks NXTSTP.
Im Sommer 2016 gab Kaup-Hasler bekannt, dass sie sich nach der Festivalausgabe 2017 als Intendantin zurückziehen werde. Mit 12 Jahren als Festivalleiterin war sie die längstdienende Intendantin in der Geschichte des steirischen herbst. Mit Januar 2018 folgte ihr Ekaterina Degot nach.

### Politik
Am 14. Mai 2018 wurde Kaup-Hasler vom designierten Bürgermeister Michael Ludwig als künftige Wiener Kulturstadträtin von Landesregierung und Stadtsenat Ludwig I als Nachfolgerin von Andreas Mailath-Pokorny vorgestellt. Sie wurde von der SPÖ nominiert. Auch in der 21. Wahlperiode (Landesregierung und Stadtsenat Ludwig II) leitete sie als Stadträtin die Geschäftsgruppen Kunst und Wissenschaft der Stadt Wien.

## Veröffentlichungen
- Where Are We Now? (Hrsg.), The Green Box, Berlin 2017, ISBN 978-3-941644-97-7.
- herbst. Theorie zur Praxis (2006–2017)
- Truth is concrete. A handbook for artistic strategies in real politics (2014)
- Archiv Peter Piller – Materialien (D) Publikation zur Peripheriewanderung Graz (2010)